# Whitman (Massachusetts)
Whitman è un comune degli Stati Uniti d'America facente parte della contea di Plymouth nello stato del Massachusetts.